# Узкоколейная железная дорога Атбасар — Промышленная
Узкоколейная железная дорога Атбасар — Промышленная (посёлок Шантобе) — до полной разборки в 2013 году крупнейшая по протяжённости узкоколейная железная дорога колеи 750 мм на территории Республики Казахстан, единственная сохранявшаяся узкоколейная железная дорога из числа построенных в 1950-е годы в районах освоения целинных и залежных земель. Находилась на территории Атбасарского района Акмолинской области.
Дата ввода в постоянную эксплуатацию первых участков (Атбасар — Бараккуль и Атбасар — Краснознаменская): 31 октября 1957 года.
Максимальная протяжённость (1990 год): 300 километров.

Карта железной дороги по состоянию на 1960-е -- 1990-е годы

По трассе железной дороги на космических снимках заметны зерновые элеваторы, большей частью разобранные.

## Состояние на 2007 год
Протяжённость 98 километров (Атбасар — Промышленная).
Действуют 4 станции: Атбасар, Бараккуль, Балапан (в центре посёлка Шантобе), Промышленная (у шахты на окраине посёлка). Локомотивные депо находятся на станциях Атбасар и Промышленная. Работают тепловозы ТУ2, ТУ4, ТУ7А.

Карта железной дороги по состоянию на 2000-е годы, перевозка урановой руды

На данной железной дороге выполняются только грузовые перевозки. Основной груз — урановая руда. Кроме того, перевозятся каменный уголь и серная кислота.
Владельцем узкоколейной железной дороги, по данным на 2007 год, является ТОО «Степногорск Темip Жолы».

## Ликвидация
В 2013 году была разобрана неустановлеными лицами. Урановый рудник в Шантобе в те же годы выработал залежи руды и закрылся. В 2021 году в Атбасаре наблюдалось неиспользуемое здание бывшего депо и разобранный тепловоз ТУ7.